# Xysticus sansan
Xysticus sansan är en spindelart som beskrevs av Levy 2007. Xysticus sansan ingår i släktet Xysticus och familjen krabbspindlar.
Artens utbredningsområde är Israel. Inga underarter finns listade i Catalogue of Life.